# Kabriolett

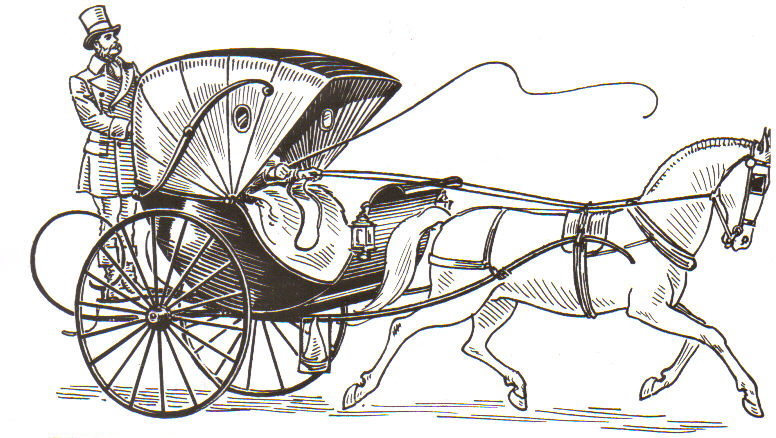

Kabriolett eller kabriol är ett tvåhjuligt, enspänt lätt åkdon på fjädrar med sufflett. Vagntypen har senare namngett öppna automobiler med sufflett, se cabriolet.